# تورقوانت
تورقوانت (به فرانسوی: Turquant) یک کمون در فرانسه است که در Canton of Saumur-Sud واقع شده‌است.

## خصوصیات
تورقوانت ۷٫۸۶ کیلومترمربع مساحت و ۴۴۸ نفر جمعیت دارد و ۴۲ متر بالاتر از سطح دریا واقع شده‌است.